# Time for Tyner
| Recensione | Giudizio |
| ---------- | -------- |
| AllMusic   |          |

Time for Tyner è il nono album del pianista jazz statunitense McCoy Tyner, pubblicato dalla casa discografica Blue Note Records nell'agosto del 1969.

## Tracce

### LP
Lato A
1. African Village – 12:00 (musica: McCoy Tyner)
2. Little Madimba – 8:30 (musica: McCoy Tyner)

Lato B
1. May Street – 5:20 (musica: McCoy Tyner)
2. I Didn't Know What Time It Was (dal musical Too Many Girls) – 7:00 (testo: Lorenz Hart – musica: Richard Rodgers)
3. The Surrey with the Fringe on Top (dal musical Oklahoma!) – 5:08 (testo: Oscar Hammerstein II – musica: Richard Rodgers)
4. I've Grown Accustomed to Her Face (dal musical My Fair Lady) – 4:20 (testo: Alan Jay Lerner – musica: Frederick Loewe)

## Musicisti
- McCoy Tyner – pianoforte
- Bobby Hutcherson – vibrafono (eccetto nei brani: The Surrey with the Fringe on Top e I've Grown Accustomed to Her Face)
- Herbie Lewis – contrabbasso (eccetto nel brano: I've Grown Accustomed to Her Face)
- Freddie Waits – batteria (eccetto nel brano: I've Grown Accustomed to Her Face) [3]

Note aggiuntive
- Duke Pearson – produttore
- Registrazioni effettuate il 17 maggio 1968 al Van Gelder Studio, Englewood Cliffs, New Jersey (Stati Uniti)
- Rudy Van Gelder – ingegnere delle registrazioni
- Frank Gauna – foto copertina album originale
- Ed Williams – note retrocopertina album originale [4]